# Патарська єпархія
Патарська єпархія (лат.: Dioecesis Patarensis) — закрита кафедра Константинопольського патріархату та титулярна кафедра католицької церкви.

## Історія

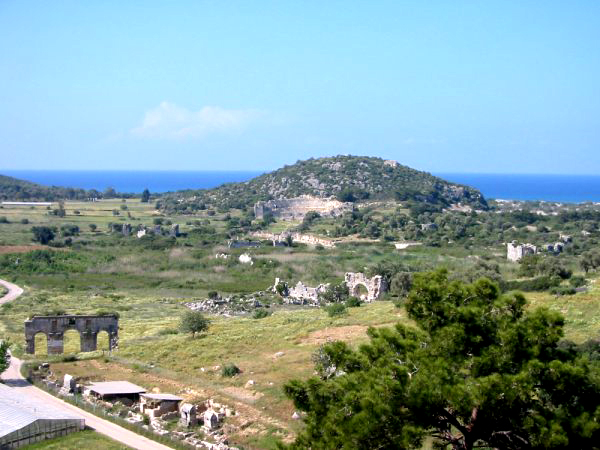
Огляд археологічних розкопок Патари.

Патара, ототожнена з руїнами поблизу Гелеміша, в провінції Анталія на території сучасної Туреччини, є стародавнім єпископським престолом римської провінції Лікія в цивільній єпархії Азії. Вона входила до Константинопольського патріархату і була суфраганкою Мірської архієпископії.
Єпархія зафіксована в Notitiae Episcopatuum Константинопольського патріархату до ХІІ століття.
До цієї стародавньої єпископської кафедри приписують декілька єпископів. Ле Квін приписує Патарі відомого церковного письменника, який жив між ІІІ і IV століттями, св.Мефодія, який, проте, ймовірно, був би єпископом Олімпу. Єпископ Євдем I був присутній на першому Вселенському соборі, який відзначався в Нікеї в 325 році. Під час Селевкійського собору в 359 році Акакій Кесарійський і його прихильники залишили зібрання і написали сповідь віри, в якій вони відкинули термін єдиносутність як стороння для Святого Письма; серед підписантів сповідання віри є також Евтікіано ді Патара, якого разом з іншими єпископами-підписантами відлучили отці собору.
Євдем II брав участь у першому Константинопольському соборі 381 року; сам єпископ згадується в листі, датованій між 375 і 377 роками, який Василій Кесарійський написав Амфілоху Іконійському, щоб перевірити правовірність єпископів Лікії, включаючи Євдема. Цириній був серед батьків Халкедонського собору в 451 році, а в 458 році він підписав лист єпископів Лікії до імператора Лева I після смерті Протерія Александрійського.
Ліциній зафіксований на синоді, зібраному в Константинополі в 536 р. патріархом Меною; хоча ніколи не фігурує в списках присутніх на синоді, його ім’я зустрічається між підписами на сесіях 21 травня і 4 червня, де були засуджені Север Антіохійський, колишній патріарх Антимія, сирійський чернець Зоора і Петро Апамейський.
Анастасій був присутній на другому Нікейському соборі 787 року. Нарешті Теодол брав участь у Константинопольському соборі 879-880 рр., який реабілітував патріарха Фотія.
З XVIII століття Патара входить до числа титульних єпископських престолів католицької церкви; з 11 березня 2022 року титулярним єпископом є Джамал Хадер, єпископ-помічник Єрусалимського латинського патріархату.

## Хронотаксис

### Грецькі єпископи
- Святий Мефодій ? † (кінець ІІІ ст . - початок IV ст.)
- Євдем I † (згадується в 325 р.)
- Євтихіян † (згадується в 359 р.)
- Євдем II † (до 375/377 - після 381 р.)
- Чириній † (до 451 - після 458 р.)
- Ліциній † (згадується в 536 р.)
- Анастасій † (згадка 787 р.)
- Теодол † (згадується 879 р.)

### Титулярні єпископи
- Джузеппе Фонсека, OP † (7 травня 1714 р . - ?)
- Андреа де Россі, театинець † (7 серпня 1741 р . - ?)
- Францішек Подканський † (помер 23 липня 1753 — 11 липня 1789 р.)
- Мартон Ґорґей † (24 вересня 1804 - 23 серпня 1807 р. помер)
- Юзеф Габріель Гембарт † (помер 26 вересня 1814 — 30 грудня 1821 р.)
- Джузеппе Новелла, OFM † (помер 22 травня 1847 — 26 лютого 1872 р.)
- Анджело Берсані-Доссена † (31 березня 1875 - 12 червня 1887 р. помер)
- Луїджі М. Каннаво (Канаво), OFMCap. † (помер 10 травня 1889 - 27 серпня 1907 )
- Блаженний Никита Будка † (помер 15 липня 1912 — 1 жовтня 1949)
- Вінченцо Марія Джаконо † (18 січня 1961 - 20 квітня 1971 р. пішов у відставку)
- Іван Хома † (22 лютого 1996 — 3 лютого 2006 помер)
- Хайме Шпенглер, OFM (10 листопада 2010 - 18 вересня 2013 призначений архієпископом Порту-Алегрі)
- Джованні Баттіста Піччолі (26 жовтня 2013 - 2 лютого 2022 призначений єпископом Дауле)
- Джамаль Хадер з 11 березня 2022 року

## Зовнішні посилання
- (англ.) La sede titolare su Catholic Hierarchy
- (англ.) La sede titolare su Gcatholic